# Pilzstein in Silberhartschlag

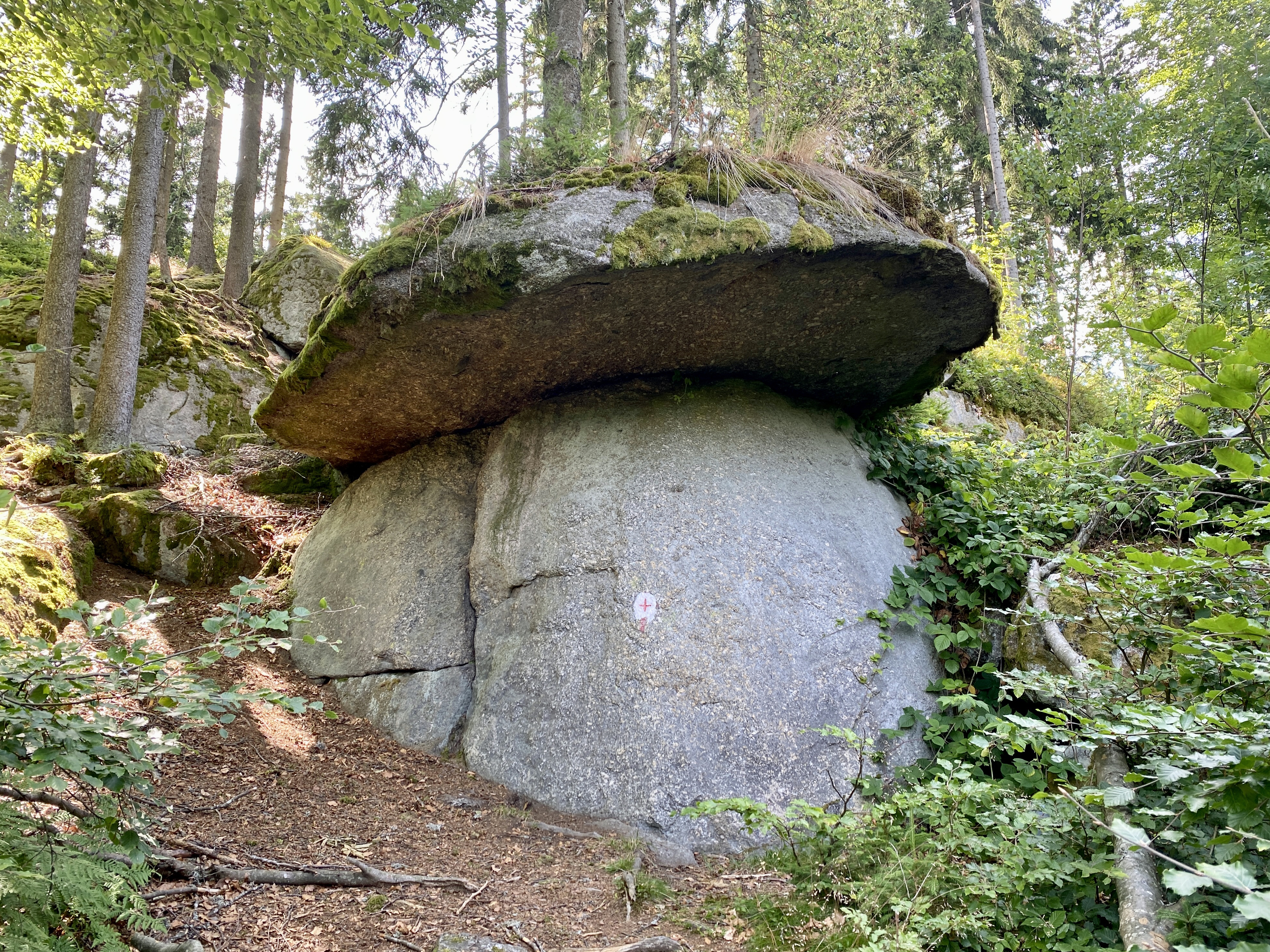
Der Pilzstein in Silberhartschlag

Der Pilzstein in Silberhartschlag ist ein geologisches Naturdenkmal 300 m südlich der Ortschaft Affetschlag in der Stadtgemeinde Bad Leonfelden in Oberösterreich.

## Geschichte
Der charakteristisch ausgebildete Pilzstein wurde am 27. August 1980 von der oberösterreichischen Landesregierung aufgrund der außergewöhnlichen Verwitterungsvorgänge und dem daraus resultierenden wissenschaftlichen und kulturellen Wert als Naturdenkmal Nr. 156 unter Schutz gestellt (Listeneintrag).

## Beschreibung
Der Felsen wird aus Weinsberger Granit vom Subtyp Sternwald gebildet. Der grob- bis riesenkörnige Weinsberger Granit gehört zum Intrusionskomplex des Südböhmischen Batholiths, der zwischen 331 und 322 Millionen Jahren im Karbon während der variszischen Gebirgsbildung in die Gesteine des Bavarikums intrudiert ist.
Die charakteristische Pilzform des geklüfteten Granits entstand durch eine divergierende Verwitterung. Die an der Oberfläche freigelegten „Hut“fläche wurde durch die Oberflächenverwitterung geformt, während die schmalere Basis - der „Stiel“ - in früheren Zeiten in einem feuchten Granitgrus eingebettet war. Aufgrund des aggressiven, sauren Bodenwassers verwittern die in den Grus einbetteten Granitpartien schneller und bilden so den schmaleren Stiel des Pilzfelsens. In der Folgezeit wurde am Hang der lockere Grus nach und nach abgeschwemmt und der stärker verwitterterte Part des Granitblocks, der Stiel, freigelegt.